# (30958) 1994 TV3
1994 تي في 3 (ويعرف أيضًا باسم (30958) 1994 تي في 3 وفق تسمية الكوكب الصغير) (بالإنجليزية: 1994 TV3)‏ هو كويكب ضمن حزام الكويكبات؛ وترتيبه 30958 من حيث الاكتشاف.
اكتُشف هذا الجُرم الفلكي بواسطة اليانور إف. هيلين في 7 أكتوبر 1994.

## وصلات خارجية
- (30958) 1994 TV3 في قاعدة بيانات مختبر الدفع النفاث لأجرام النظام الشمسي الصغيرة

- الاكتشاف · مخطط المدار ·  العناصر المدارية · المعلمات المادية

- (30958) 1994 TV3 على موقع ويكي سكاي: DSS2, SDSS, GALEX, IRAS, Hydrogen α, X-Ray, Astrophoto, Sky Map, Articles and images